# Vaire

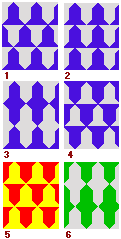
1. Vaire
2. Vaire en punta
3. Contravaire
4. Vaire revessat
5. Vairat d'or i de gules
6. Contravairat d'argent i de sinople

7. Vaire ondat

El vaire, o vair, és un folre emprat per l'heràldica, format per quatre tires horitzontals d'unes peces en forma de campanetes, alternativament d'argent i d'atzur, i capiculades. El vaire reprodueix l'anomenat petit gris, la pell d'un esquirol de Sibèria, de ventre blanc i esquena d'un gris blavós.
Al vaire (fig. 1), les bases de les peces d'atzur d'una tira es corresponen amb les de les peces revessades d'argent de la immediata inferior. A més a més, la primera tira comença per una mitjana campaneta d'argent, la segona per mitjana campaneta d'atzur, i així successivament. Si té més tires i peces del que és habitual s'anomena vaire menut, i si en té menys i de més grosses es coneix com a vaire gran o beffroi.
Hi ha moltes variants del vaire, tant per la disposició de les peces com per la utilització d'altres esmalts:
- Al vaire en punta (fig. 2), les campanetes del mateix esmalt estan disposades en pal les unes sota les altres, amb la punta de l'una que toca el centre de la base de l'altra.
- Al contravaire (fig. 3), la base de metall de les peces d'una tira està disposada contra la base de metall de les peces de la immediata inferior, i la base de color contra la de color.
- Al vaire revessat (fig. 4), les peces de color estan dirigides cap a la punta de l'escut, és a dir a l'inrevés que al vaire, que miren amunt.
- Al vaire ondat (fig. 7), les peces de les tires segona i quarta s'han capgirat i les que tenen el mateix esmalt han quedat unides sense solució de continuïtat, fent una mena d'ondes rectilínies.
- El vairat (fig. 5) és un vaire amb altres esmalts diferents de l'argent i l'atzur. Pot adoptar també les altres tipologies anteriors (vairat en punta, vairat revessat, contravairat –fig. 6–, etc.).

El disseny del vaire tal com és ara amb les campanetes és relativament recent, per la qual cosa també es coneix com a vaire modern. El vaire antic, o vaire d'ondes, fou molt usat a Catalunya, i la seva forma era molt semblant a la de les faixes entades. Quan les tires del vaire antic eren verticals s'anomenava vaire antic en pal. El vairat d'ondes el podem veure, per exemple, a l'escut de Girona.